# Morvaország
Morvaország (korábbi magyar neve: Morávia, csehül és szlovákul Morava; németül Mähren (kiejtéseⓘ), lengyelül Morawy) történelmi régió a mai Csehország keleti részén.
Az utóbbi néhány évszázad során Morvaország (illetve így Morvaország-Szilézia) a korábbi  Szilézia tartomány egy részét, az úgynevezett Morva-Sziléziát is magába foglalta. (Amikor Nagy Frigyes Szilézia nagy részét Poroszországhoz csatolta, Szilézia legdélebbi része a Habsburg Birodalom része maradt.)

## Neve
Nevét a Morva folyóról kapta, amely a terület északnyugati részén ered, és amelynek nagyjából a vízgyűjtő területét jelenti.

## Földrajza

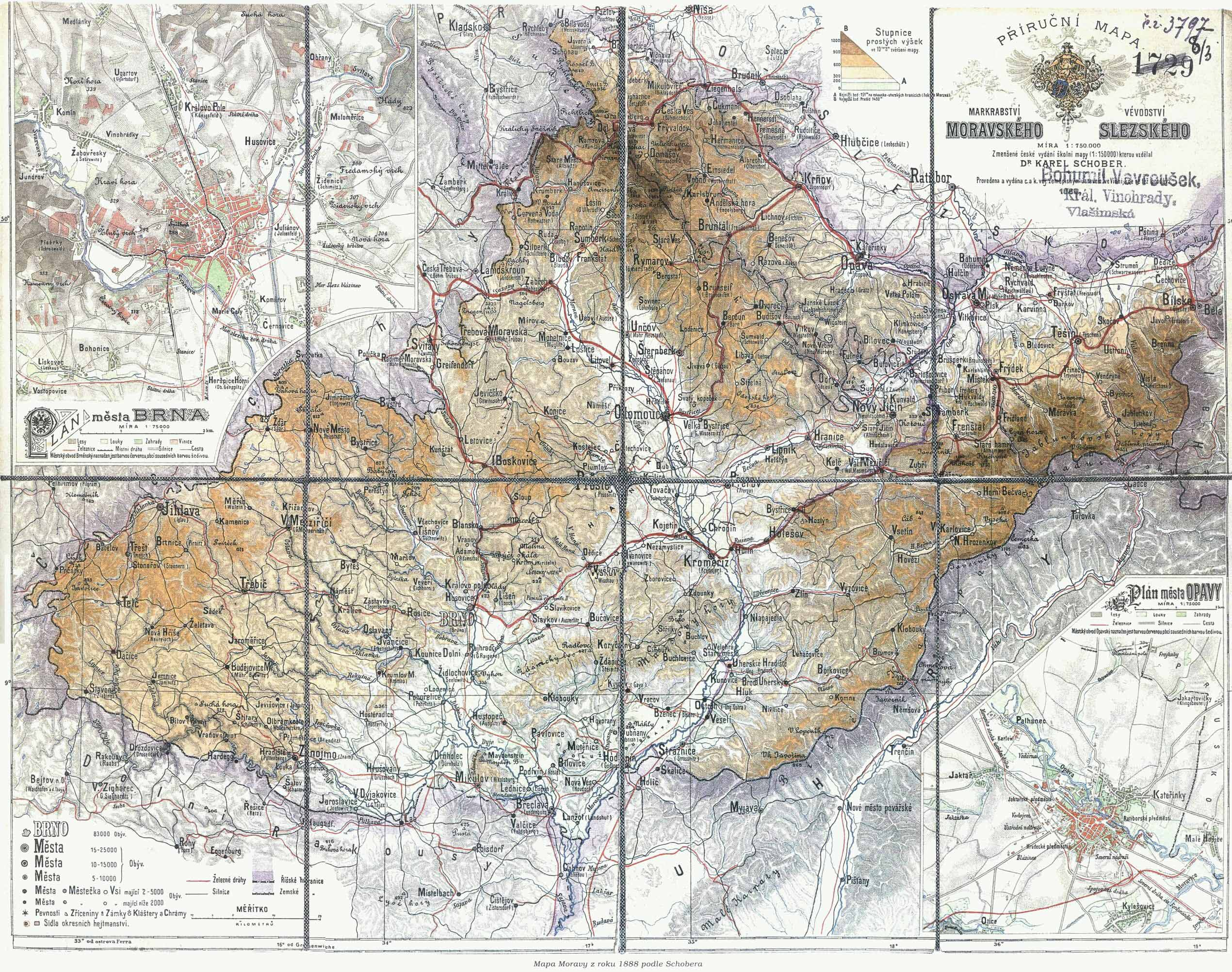
Morvaország-Szilézia domborzati térképe (1888)

Északon Lengyelországgal és Cseh-Sziléziával, keleten-délkeleten Szlovákiával, délen Alsó-Ausztriával, nyugaton-északnyugaton  a történelmi Csehországgal határos. Északi határait a Szudéták alkotják, keleti határait pedig a Fehér-Kárpátok, ennek legmagasabb pontja a 970 méteres Velká Javořina.
Délen a Hodonín és Břeclav körüli terület a Bécsi-medence része. A kanyargó Thaya folyó folyik végig az osztrák határvidéken, és Hardegg környékén a határ mindkét oldalán természetvédelmi terület húzódik.
A régió szívében a Morva és a Thaya folyók üledékes medencéi terülnek el, 180-250 méteres tengerszint feletti magasságban. Nyugaton a Cseh–Morva-dombság 800 méter fölé emelkedik, míg a legmagasabb hegy, az 1490 m magas Praděd (németül Altvater) északnyugaton, a Szudétákban található. Délebbre fekszik a Jeseníky felföld (400 – 600 m), ami 310 méterig ereszkedik az Odera felső folyásánál, Hranice na Moravě közelében (Morva-kapu), hogy aztán Beszkidek néven 1322 méteres magasságba emelkedjen (Lysá hora, németül Kahlberg). Ez a három gerinc a Morva-kapuval az európai vízválasztó részét képezi.

## Történelme

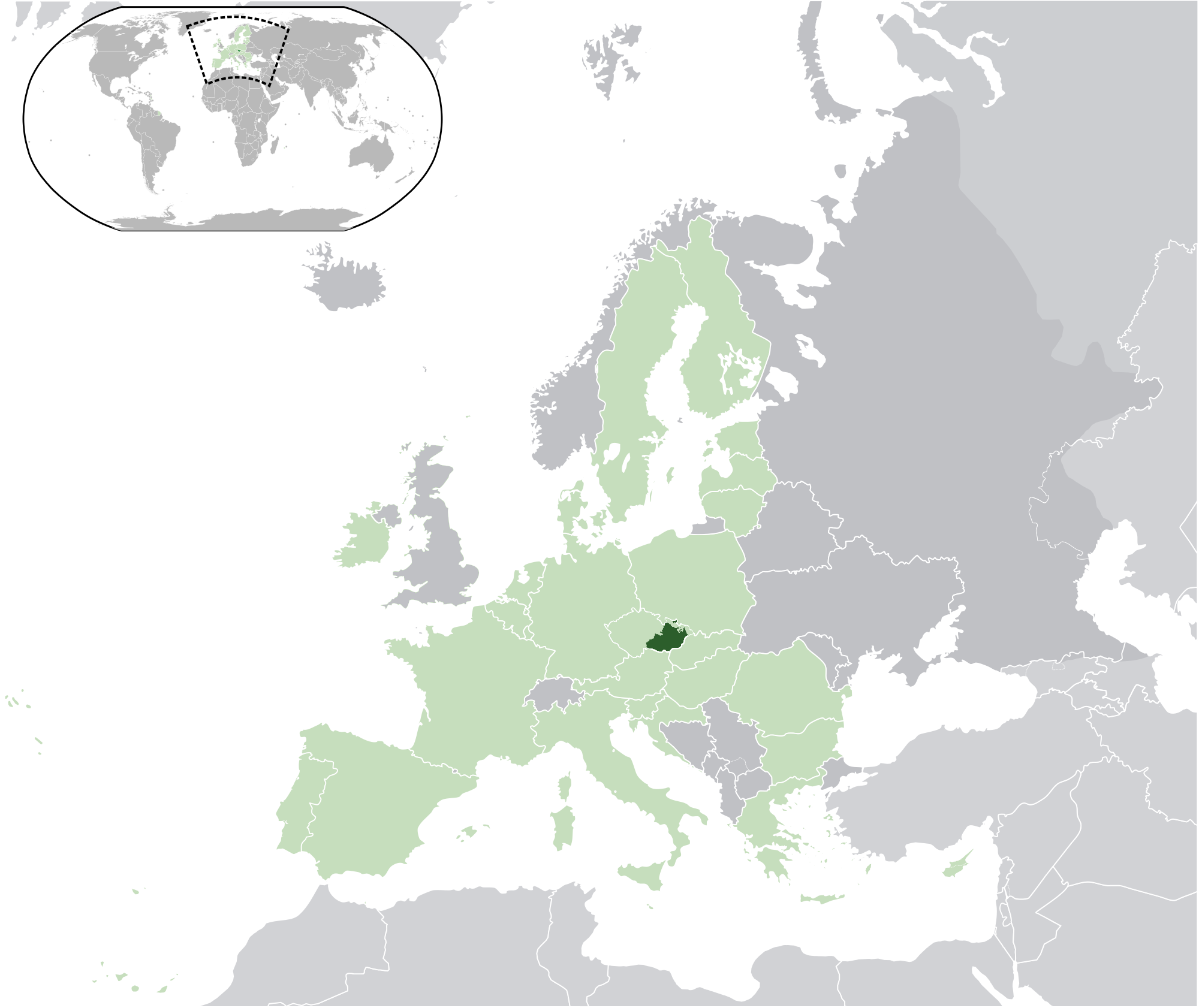
Morvaország elhelyezkedése az Európai Unióban

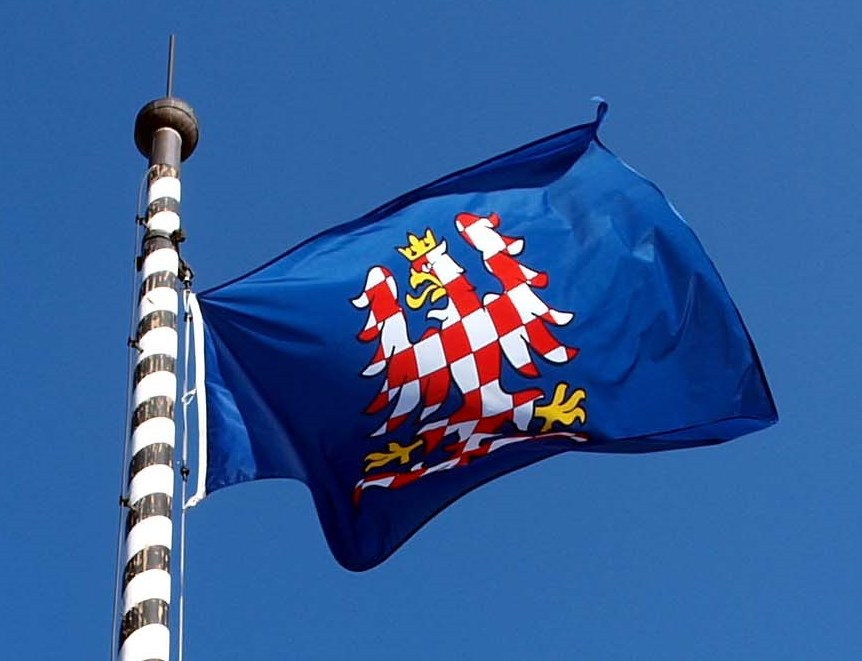
Morvaország zászlaja

### Ókor és korai középkor
I. e. 60 körül a kelta boiok visszavonultak a területről, és helyükre a germán kvádok érkeztek. A területre a 6. század során szláv törzsek érkeztek, akiket a Morva folyó után morváknak kezdtek hívni. Régi magyar nevük: marótok. A legújabb vizsgálatok alapján legkésőbb 598 körül új népesség érkezett a területre, eltérő lakáskultúrával, étkezéssel és temetkezési szokásokkal, ami alapján a szláv csoportok érkezését feltételezik.

### Morva Fejedelemség
| Morva Fejedelemség | Nyitrai Fejedelemség |

Morvaország területe a 9. század első harmadában (a mai országhatárok feltüntetésével)

A 8. század végén jött létre a Morva Fejedelemség a jelenlegi Délkelet-Morvaország, Záhorie (Délnyugat-Szlovákia) és Alsó-Ausztria területén. 833-ban a Nyitrai Fejedelemség elfoglalásával létrejött a Nagymorávia, melynek első uralkodója I. Mojmír (830-846) volt. A feltételezett Nagymorávia legnagyobb területi kiterjedését a 890-es években, I. Szvatopluk uralkodása alatt érte el, akit a frank-német függésben hűségeskü és adófizetési kötelezettség kötött a Német-Római Birodalomhoz, és magához a császárhoz. Ezekben az időkben feltételezett kiterjedése magába foglalta a mai Csehország, Nyugat-Szlovákia és Nyugat-Magyarország (Pannónia) egyes területeit, Lusatiát a jelenlegi Németország és Szilézia területén, valamint a Visztula felső medencéjét Dél-Lengyelországban — de ez a szlovák-cseh elmélet tudományos körökben vitatott. Szvatopluk 895-ben bekövetkezett halála után a cseh fejedelmek elszakadtak, hogy a keleti frank uralkodó, Karintiai Arnulf hűbéreseivé váljanak, a morva államot pedig 906-907-ben a magyarok elsöpörték.

### Cseh és lengyel uralom
Miután a magyarok 955-ben Augsburgnál vereséget szenvedtek I. Ottó német-római császártól, szövetségese, I. (Kegyetlen) Boleszláv (Csehország Přemysl uralkodója) kapta meg Morvaországot. 999-ben I. (Vitéz) Boleszláv lengyel fejedelem foglalta el, és uralta 1019-ig, amíg I. Břetiszláv vissza nem foglalta. Bretiszláv apja halálakor, 1035-ben Csehország uralkodója lett. 1054-ben Bretiszláv elrendelte, hogy a cseh és morva területek együtt öröklődjenek a primogenitúra rendje alapján, bár azt is kikötötte, hogy Morvaország egyes részeit ifjabb fiai kormányozzák mint a legidősebb fiú hűbéresei.

### Morva Őrgrófság
A Přemysl-korszak alatt a fiatalabb hercegek gyakran irányították Morvaországot vagy annak egyes részeit Olmütz, Brünn vagy Znojmo központtal, változó mértékű önállóságot kapva a cseh uralkodótól. Morvaország 1182-ben érte el az autonómia legnagyobb mértékét, amikor I. Frigyes közvetlenül a császárnak alárendelt őrgrófsággá emelte Morvaországot. Ez az állapot csak rövid ideig állt fenn: 1197-ben a cseh III. Vladiszláv megoldotta az örökösödési vitát maga és fivére, Ottokár között azzal, hogy lemondott a cseh trónról, és elfogadta a Morva Őrgrófságot, mint Csehország hűbéresét.
Innentől kezdve Morvaország és a történelmi Csehország történelme közös. A Přemysl-ház 1306-ban kihalt, és 1310-ben Luxemburgi (Vak) János lett Csehország királya. Csehország és Morvaország a német Luxemburg-ház uralma alatt maradt 1437-ig, amikor Habsburg Albert örökölte a trónt.
A huszita háborúk során a Habsburgok elvesztették az ellenőrzést Csehország és Morvaország felett, és a cseh területek átmenetileg több részre szakadtak. 1458-ban a huszita Podjebrád Györgyöt választották cseh királlyá. 1466-ban  II. Pál pápa kiátkozta, és megtiltotta minden katolikusnak, hogy szolgálják őt. 1469-ben Hunyadi Mátyás magyar király meghódította Morvaországot. A terület 1490-ben egyesült újra Csehországgal, amikor II. Ulászló, aki 1471-ben Györgytől a cseh trónt örökölte, Mátyás helyébe lépett Magyarországon. 1526-ban fia, II. Lajos életét vesztette a mohácsi csatában, és a rendek Habsburg I. Ferdinándot választották meg cseh királynak. Morvaország Csehországgal együtt az első világháború végéig Habsburg uralom alatt maradt.

### Habsburg örökös tartomány
A harmincéves háború cseh-pfalzi szakaszában a cseh, morva és sziléziai rendek erőit a császári csapatok 1620. november 8-án a fehérhegyi csatában tönkreverték, az önállóságától megfosztott országot pedig Habsburg örökös tartománnyá tették. 1641-ig Morvaország fővárosa az ország középpontjában elhelyezkedő Olomouc volt, de miután a svédek bevették, a nagyobb és az ostromnak sikeresen ellenálló Brünn lett a főváros. 

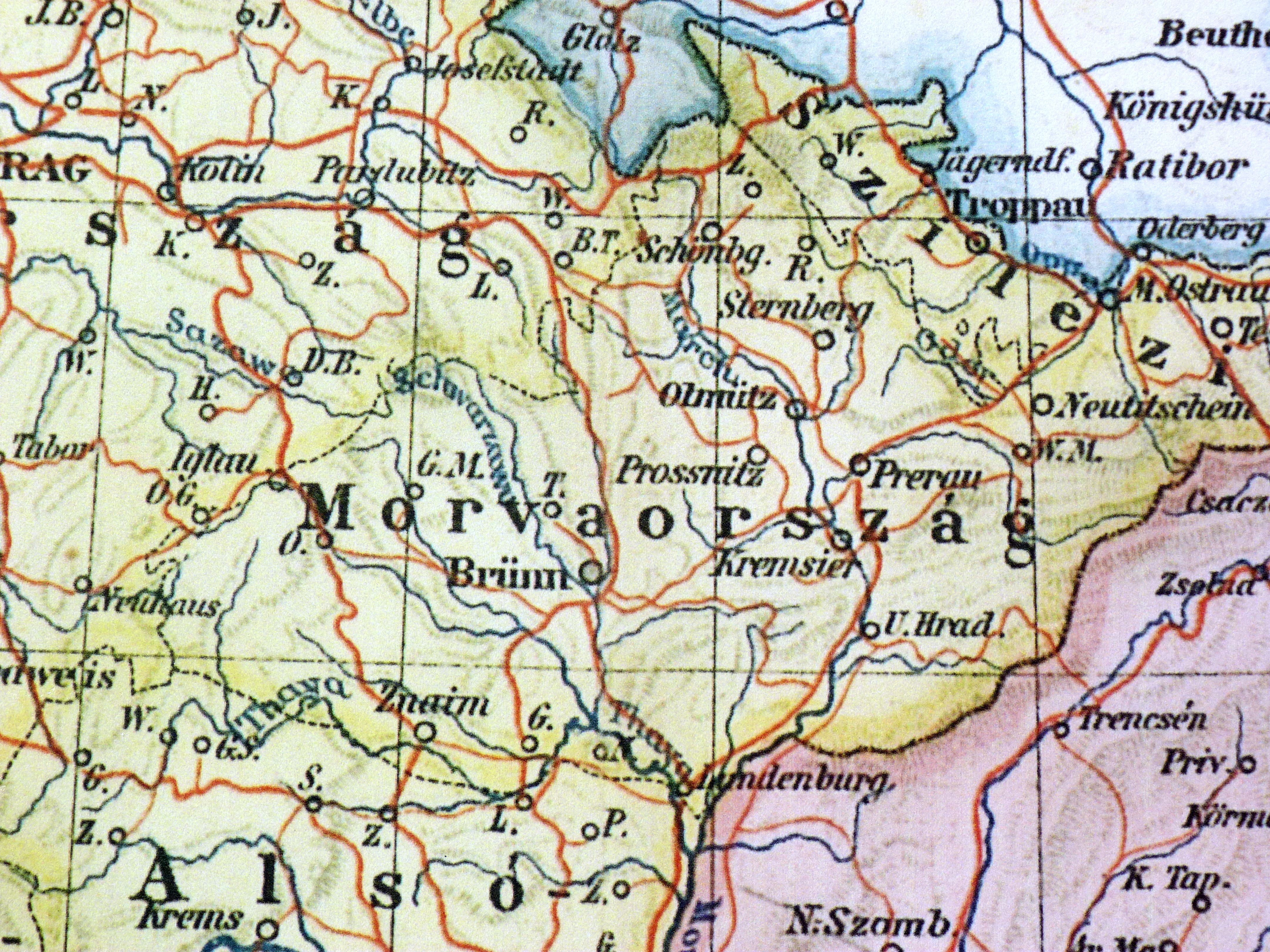
Morvaország

A Morva Őrgrófságnak megvolt a maga országgyűlése (zemský sněm, ill. Landtag), melynek képviselőit 1905-től kezdve külön német és cseh választókerületekben választották.

### Csehszlovákia és a Cseh Köztársaság

Morvaország-Szilézia Csehszlovákián belül 1928-ban

1918-tól, az Osztrák–Magyar Monarchia felbomlását követően Morvaország Csehszlovákia részévé vált. A második világháborúban, a német megszállás alatt a Cseh–Morva Protektorátus része volt. A háború után ismét az újjáalakult Csehszlovákiához került. 1945-ben a német kisebbséget kitelepítették.
Az 1960-as években történt javaslat arra, hogy Morvaország számára is biztosítva legyen az autonómia Csehszlovákiában, így állítsák fel a cseh-morva-szlovák föderációt, ezt azonban a csehek és a szlovákok egyaránt leszavazták.
1993-ban Csehszlovákia felbomlásával Morvaország továbbra is Csehország része maradt, de akadtak politikusok, akik Szlovákiához hasonlóan megpendítették a függetlenség lehetőségét.
2013 őszén is újból lángra kapott a morva nemzeti érzület, amelyről a csehek nem vettek továbbra sem tudomást és regionális megnyilvánulásnak tartják. Milan Repa viszont elismeri, hogy a morva nacionalizmus tényleg éledőben van.

## Közigazgatás

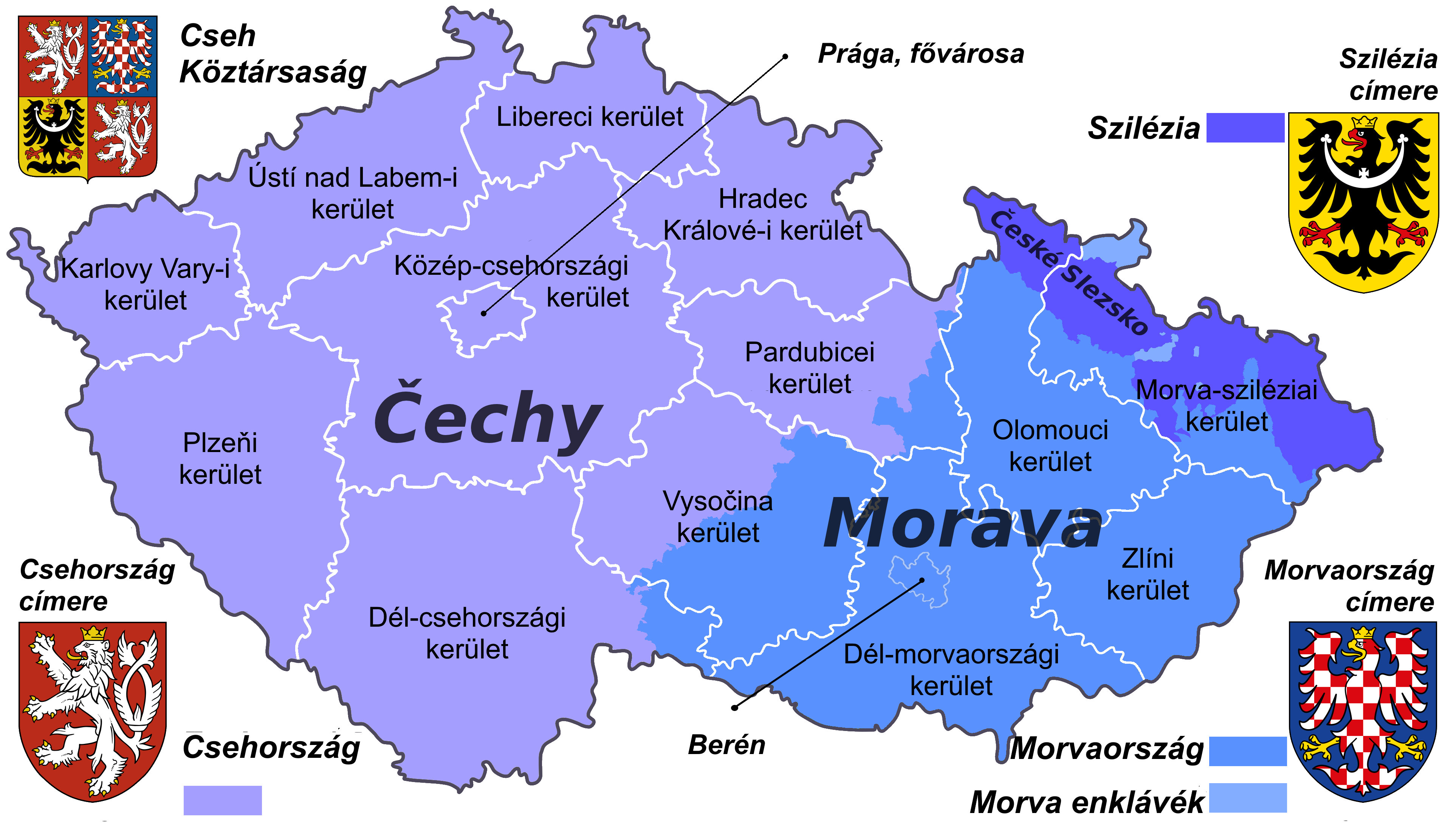
Csehországok a mai közigazgatási régiókkal összehasonlítva

Morvaország Csehország keleti harmadának nagy részét elfoglalja, beleértve a Dél-morvaországi és a Zlíni kerületet, valamint a Morva-sziléziai, az Olomouci, a Pardubicei, a Vysočina és a Dél-csehországi kerület egy részét.

### Legnagyobb városok
|     | Település        | Lakosság (fő, 2010) |  |
| 1.  | Brno (Brünn)     | 403 539             |  |
| 2.  | Ostrava          | 310 135             |  |
| 3.  | Olomouc (Olmütz) | 101 797             |  |
| 4.  | Zlín             | 77 043              |  |
| 5.  | Frýdek-Místek    | 59 132              |  |
| 6.  | Jihlava          | 51 265              |  |
| 7.  | Přerov           | 46 094              |  |
| 8.  | Prostějov        | 45 683              |  |
| 9.  | Třebíč           | 37 930              |  |
| 10. | Znojmo           | 34 881              |  |

## Népesség

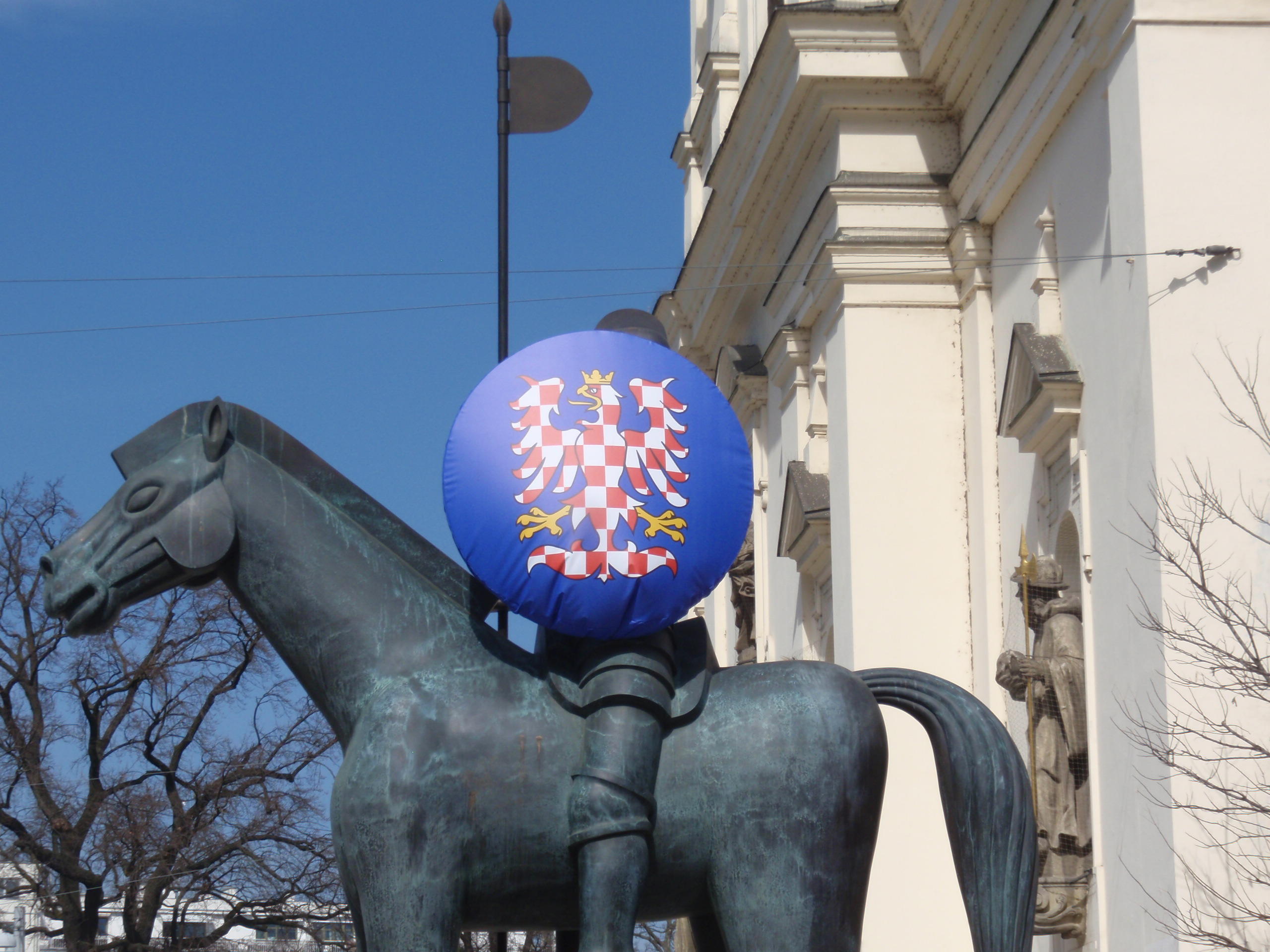
Jobst német király lovas szobra a brünni Morva téren (Moravské náměstí). A lovag által tartott kerek pajzsot 2021. március 26-án a morva emblémával látták el.

A morvák a szláv népek közé tartoznak. Nyelvüket hivatalosan Csehországban a cseh nyelv nyelvjárásának tekintik. Egy részük etnikai értelemben morvának tartja magát és morva anyanyelvűnek, mások néprajzilag csehnek tartják magukat. Az 1991-es népszámlálás alkalmával Csehországban 1 362 000 ember (Csehország lakosságának 13,2%-a) vallotta magát morva nemzetiségűnek; 2001-re ez a szám 380 000-re csökkent (3,7%), 2011-ben azonban látszólag újból növekedésnek indult és újabb lépések történtek külön morva irodalmi nyelv kialakítására.
Morvaországnak ma kb. 3 millió lakosa van, ennek valamivel kevesebb mint a fele tősgyökeres morvaországi (bizonyos értelemben morva). Az egykori morvaországi német területeken ma betelepített csehek élnek, de jelentős még a szlovákok aránya is.

### Híres szülöttei
- Morvaországban, valószínűleg Nivnice községben született Comenius pedagógus 1592. március 28-án.
- Freibergben (jelenleg Příbor) született Sigmund Freud osztrák-zsidó származású neurológus és pszichiáter 1856. május 6-án.
- Itt született Gödingben (jelenleg Hodonín) szlovák apától és morva anyától Tomáš Masaryk, Csehszlovákia első elnöke 1850. március 7-én.
- Stonařov városában született Arthur Seyß-Inquart osztrák kancellár, majd holland helytartó 1892. július 22-én.
- Hochwald (ma Hukvaldy) településen született Leoš Janáček, morva zeneszerző 1854. július 3-án.

## Gazdasága
Délen a Hodonín és Břeclav körüli terület a Bécsi-medence része, itt a mélyebb üledékes rétegekből kőolajat és barnaszenet bányásznak. Ostrava környékén 1995-ig jelentős szénbányászat folyt. A legfontosabb ipari termékek a vas, a vegyipari termékek, a bőr és az építőanyagok. A fő gazdasági központok Brno, Olomouc és Ostrava. Más mezőgazdasági ágazatok mellett Morvaország a szőlőművelésről nevezetes; az ország szőlőinek 94%-a itt található, és ez az ország bortermelésének központja is.

## Kultúra
- Morvaország híres a világ legvékonyabb süteményéről, a morva fűszeres kekszről.

## Külső hivatkozások
- Olomouc
- Az Osztrák-Magyar Monarchia írásban és képben. Morvaország (1884–1901)